# Marian Dekker
M.G. (Marian) Dekker (1947) is een Nederlands politicus van de PvdA.
Ze was lid van de directieraad van het ROC NOVA College te Haarlem voor ze in 2000 bij de gemeente Rotterdam ging werken als algemeen directeur van de Dienst Jeugd, Onderwijs en Samenleving. In de periode 1999 tot 2007 was ze lid van Provinciale Staten van Noord-Holland. In mei 2007 werd Dekker bij de provincie Utrecht benoemd tot gedeputeerde met in haar portefeuille Jeugd, Onderwijs, Zorg en Bestuurlijke Organisatie. Een jaar later viel het provinciebestuur over de kwestie rond woningbouw in polder Rijnenburg.
Begin 2009 werd Dekker waarnemend burgemeester van de Noord-Hollandse gemeente Zijpe. Het besluit om hier een waarnemend burgemeester aan te stellen kwam omdat Zijpe in de nabije toekomst mogelijk te maken krijgt met een gemeentelijke herindeling. Intussen is de gemeente Zijpe per 1 januari 2013 gefuseerd met de gemeentes Schagen en Harenkarspel onder de naam Schagen.